# Selkä-Honkinen
Selkä-Honkinen är en ö i Finland. Den ligger i sjön Ule träsk och i kommunen Kajana i den ekonomiska regionen  Kajana ekonomiska region  och landskapet Kajanaland, i den centrala delen av landet, 500 km norr om huvudstaden Helsingfors. Öns area är 23,2 hektar och dess största längd är 1,2 kilometer i öst-västlig riktning.